# Sergio Romero
Sergio Germán Romero (ur. 22 lutego 1987 w Bernardo de Irigoyen) – argentyński piłkarz grający na pozycji bramkarza w klubie Boca Juniors. Posiada również obywatelstwo włoskie. Srebrny medalista Mistrzostw Świata 2014 i Copa América: 2015, 2016. Uczestnik Mistrzostw Świata 2010 i Copa América 2011.

## Kariera klubowa
W 2007 roku przeszedł za sumę 1,5 miliona euro do holenderskiego AZ Alkmaar. W 2011 zmienił klub na UC Sampdoria. W sierpniu 2013 roku został wypożyczony do AS Monaco. 27 lipca 2015 roku podpisał trzyletni kontrakt z Manchesterem United z opcją przedłużenia go o kolejny rok. W Premier League zadebiutował 8 sierpnia 2015 r. w meczu pierwszej kolejki sezonu przeciwko Tottenhamowi Hotspur wygranym przez Manchester United 1:0, rozgrywając całe 90 minut spotkania. 

## Kariera reprezentacyjna
Z reprezentacją Argentyny U-20 zdobył mistrzostwo świata. W 2008 roku został powołany do reprezentacji U-23, prowadzonej przez Sergio Batistę na Igrzyska Olimpijskie w Pekinie, gdzie Argentyna zdobyła złoty medal. Wystąpił w meczu finałowym zastępując między słupkami kontuzjowanego Óscara Ustariego. Trener Diego Maradona powołał go do kadry seniorów na mundial w RPA w 2010 roku. Na Mundial 2018 nie pojechał z powodu kontuzji.

## Statystyki kariery
(aktualne na 23 sierpnia 2020)
| Klub               | Sezon              | Liga               | Liga  | Liga   | Puchar kraju | Puchar kraju | Puchar ligi | Puchar ligi | Europa | Europa | Inne  | Inne   | Suma  | Suma   |
| Klub               | Sezon              | Liga               | Mecze | Bramki | Mecze        | Bramki       | Mecze       | Bramki      | Mecze  | Bramki | Mecze | Bramki | Mecze | Bramki |
| ------------------ | ------------------ | ------------------ | ----- | ------ | ------------ | ------------ | ----------- | ----------- | ------ | ------ | ----- | ------ | ----- | ------ |
| Racing Club        | 2005/06            | Primera División   | 0     | 0      | –            | –            | –           | –           | –      | –      | –     | –      | 0     | 0      |
| Racing Club        | 2006/07            | Primera División   | 5     | 0      | –            | –            | –           | –           | –      | –      | –     | –      | 5     | 0      |
| AZ Alkmaar         | 2007/08            | Eredivisie         | 12    | 0      | 0            | 0            | –           | –           | 2      | 0      | –     | –      | 14    | 0      |
| AZ Alkmaar         | 2008/09            | Eredivisie         | 28    | 0      | 3            | 0            | –           | –           | –      | –      | –     | –      | 31    | 0      |
| AZ Alkmaar         | 2009/10            | Eredivisie         | 27    | 0      | 2            | 0            | –           | –           | 6      | 0      | 1     | 0      | 36    | 0      |
| AZ Alkmaar         | 2010/11            | Eredivisie         | 23    | 0      | 3            | 0            | –           | –           | 5      | 0      | –     | –      | 31    | 0      |
| UC Sampdoria       | 2011/12            | Serie B            | 29    | 0      | 0            | 0            | –           | –           | –      | –      | 1     | 0      | 30    | 0      |
| UC Sampdoria       | 2012/13            | Serie A            | 32    | 0      | 1            | 0            | –           | –           | –      | –      | –     | –      | 33    | 0      |
| AS Monaco (wyp.)   | 2013/14            | Ligue 1            | 3     | 0      | 5            | 0            | 1           | 0           | –      | –      | –     | –      | 9     | 0      |
| UC Sampdoria       | 2014/15            | Serie A            | 10    | 0      | 1            | 0            | –           | –           | –      | –      | –     | –      | 11    | 0      |
| Manchester United  | 2015/16            | Premier League     | 4     | 0      | 1            | 0            | 1           | 0           | 4      | 0      | –     | –      | 10    | 0      |
| Manchester United  | 2016/17            | Premier League     | 2     | 0      | 3            | 0            | 1           | 0           | 12     | 0      | 0     | 0      | 18    | 0      |
| Manchester United  | 2017/18            | Premier League     | 1     | 0      | 4            | 0            | 3           | 0           | 2      | 0      | 0     | 0      | 10    | 0      |
| Manchester United  | 2018/19            | Premier League     | 0     | 0      | 4            | 0            | 1           | 0           | 1      | 0      | –     | –      | 6     | 0      |
| Manchester United  | 2019/20            | Premier League     | 0     | 0      | 5            | 0            | 3           | 0           | 9      | 0      | –     | –      | 17    | 0      |
| Manchester United  | 2020/21            | Premier League     | 0     | 0      | 0            | 0            | 0           | 0           | 0      | 0      | –     | –      | 0     | 0      |
| Ogólnie w karierze | Ogólnie w karierze | Ogólnie w karierze | 176   | 0      | 32           | 0            | 10          | 0           | 41     | 0      | 2     | 0      | 261   | 0      |

## Sukcesy

### Manchester United
- Liga Europy UEFA: 2016/2017
- Puchar Anglii: 2015/2016
- Puchar Ligi Angielskiej: 2016/2017
- Tarcza Wspólnoty: 2016

### Reprezentacja
- Mistrzostwa Świata 2014:  Srebrny
- Copa América 2015:  Srebrny
- Copa América 2016:  Srebrny